# Позолотин, Тимофей Семёнович
Тимофей Семёнович Позолотин (5 февраля 1908 года, Явленка, Акмолинская область, Российская империя — 9 сентября 1943 года, близ города Ахтырка, Сумская область) — командир 17-го гвардейского танкового полка 1-го гвардейского механизированного корпуса 3-й гвардейской армии Юго-Западного фронта, член ВКП(б), Герой Советского Союза.

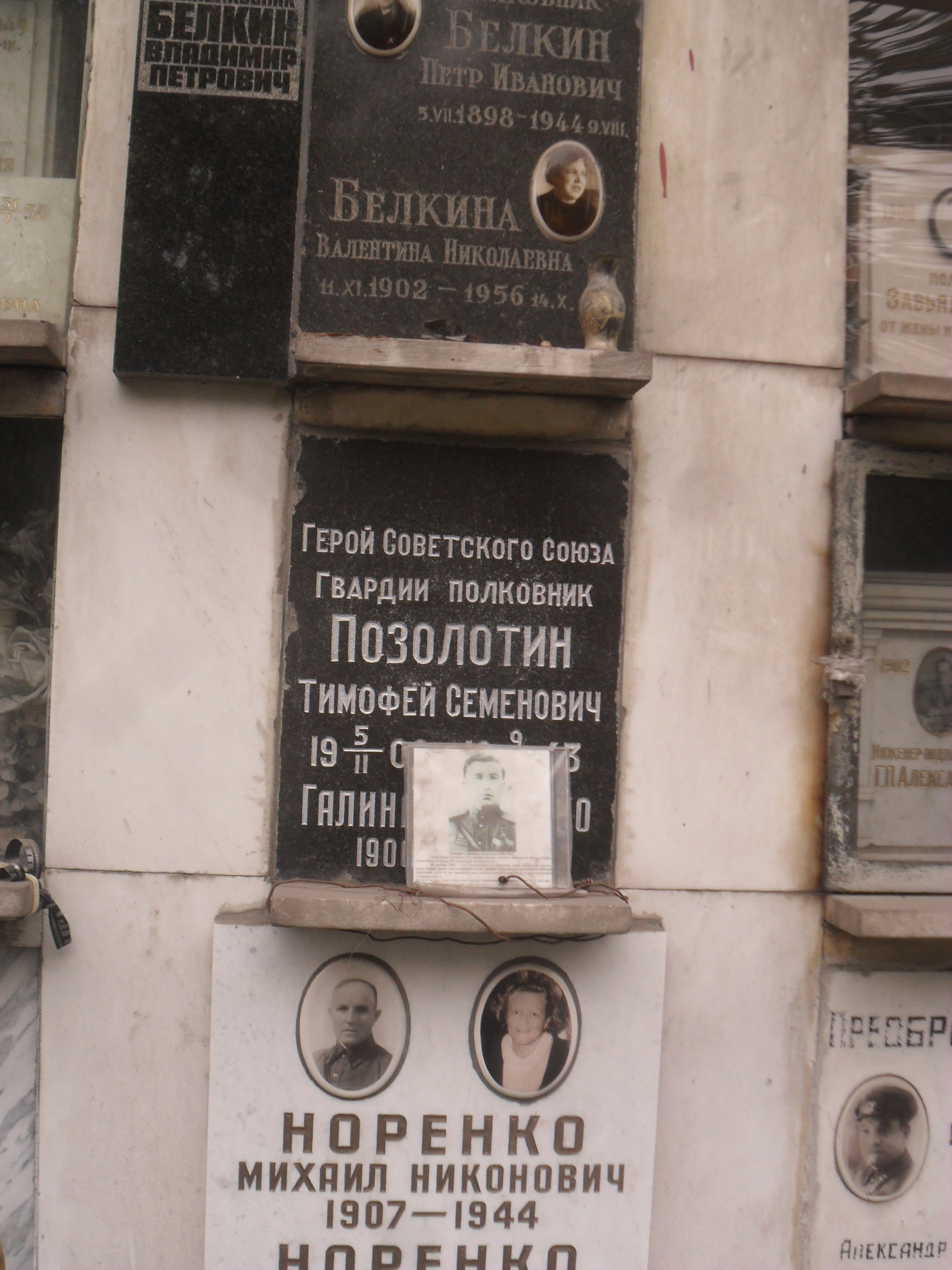
Плита колумбария Позолотина на Новодевичьем кладбище Москвы

## Биография
Родился 5 февраля 1908 года  в селе Явленка ныне Есильского района Северо-Казахстанской области в крестьянской семье. Русский.
В 1924 году окончил 5 классов Петровской средней школы. С 1928 года работал почтальоном, с 1929 — киномехаником районного потребительского общества, с 1930 года — секретарём суда.
В Красной Армии с 5 октября 1930 года. Окончил полковую школу 88-го кавалерийского полка 12-й кавалерийской дивизии Северо-Кавказского военного округа, затем служил в том же полку командиром отделения, помощником командира саперного взвода и старшиной эскадрона. В октябре 1932 года по личному рапорту оставлен на сверхсрочную службу, служил старшиной полковой школы. В ноябре 1934 года был уволен в долгосрочный отпуск по состоянию здоровья. 1 февраля 1935 года демобилизован.
В марте 1936 года Позолотин вернулся на службу, был назначен старшиной 151-го строительного батальона и руководил возведением укреплений в Белорусском военном округе. В октябре того же года стал старшиной учебного батальона при 10-й механизированной бригаде в том же округе. с 1936 года член ВКП(б). В октябре 1937 года убыл на учёбу.
В 1938 году окончил окружные курсы младших лейтенантов 21-й механизированной бригады БОВО, с 16 февраля 1938 года — командир взвода стрелково-пулемётного батальона той же бригады. С 12 декабря 1938 года помощник командира роты по строевой части учебного батальона 21-й танковой бригады. С 21 октября 1939 года служил в штабе 6-й легкотанковой бригады, с 14 февраля 1941 года в штабе 47-то танкового полка 29-й механизированной дивизии, заочно обучался в Военной академии РККА имени М. В. Фрунзе.

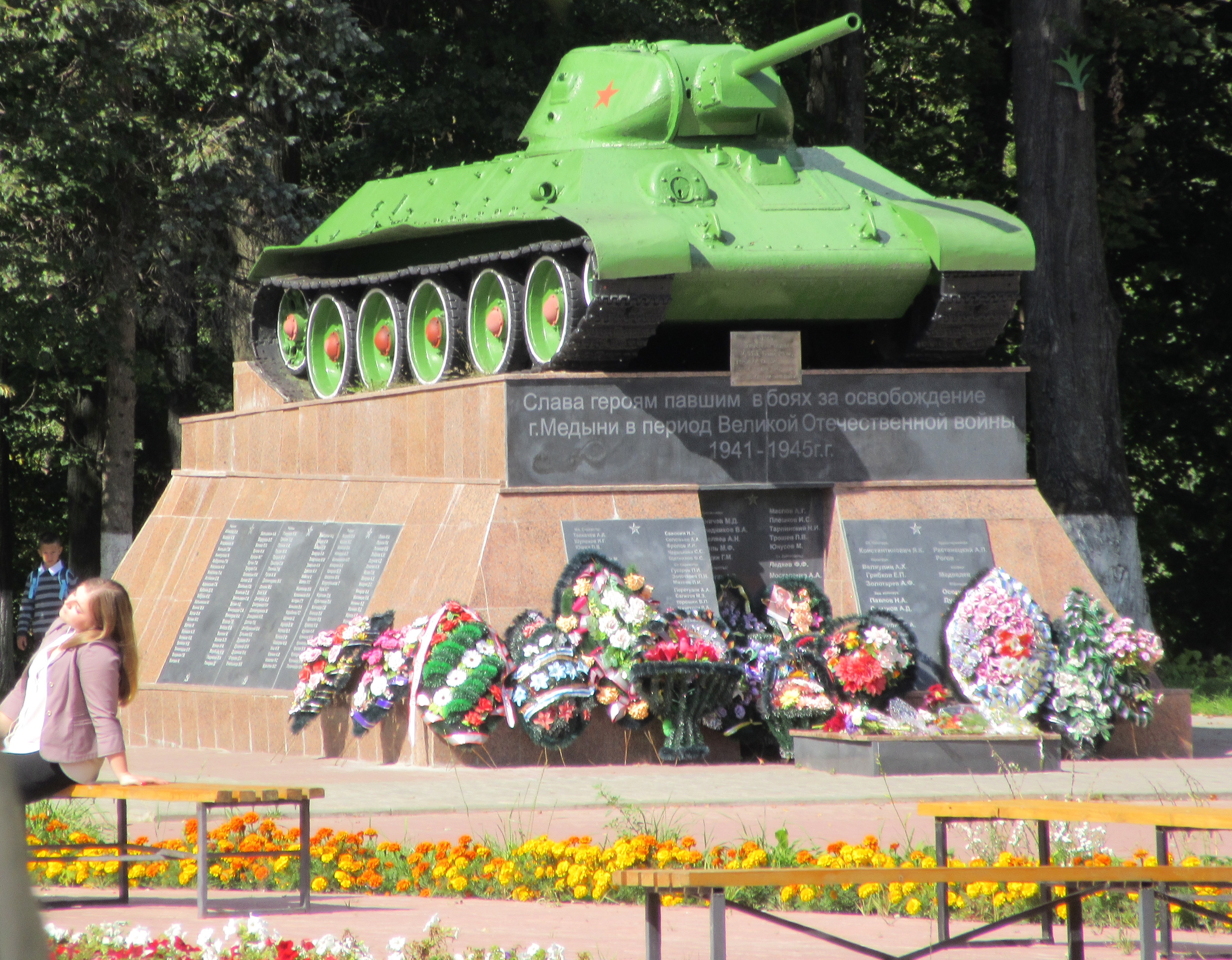
Танк Т-34 № 1409008 командира 1-го батальона капитана Позолотина в Медыни

В 1941 году участник оборонительных сражений в Белоруссии. Был дважды ранен в боях 5 и 7 июля. После выхода из госпиталя в октябре 1941 года назначен командиром 1-го танкового батальона 17-го танкового полка в 17-й танковой бригаде на Западном фронте, участвовал в битве за Москву. С 6 октября 1941 года в составе 17-й танковой бригады совместно с передовым отрядом Подольских курсантов и десантников-диверсантов капитана И. Г. Старчака отражает прорыв противника на Москву по Варшавскому шоссе в районе Мятлево — Медынь. 11 октября, при выходе из боя у д. Радюкино, переправляясь через реку Шаня, танк Т-34 Позолотина затонул. Летом 1956 года этот танк был поднят со дна реки и установлен на постаменте в городском парке г. Медыни.
23 ноября 1941 года, командир батальона средних танков 17-го танкового полка капитан Позолотин, награждён орденом Красного Знамени, за то что в течение 17 дней его батальон непрерывно находился в боях в районе Малоярославца и Боровска, при этом уничтожив до двух рот пехоты, шесть противотанковых пушек и 12 танков противника, три из них были уничтожены лично Позолотиным.
В феврале-апреле 1942 года обучался на курсах усовершенствования командного состава при Военной академии механизации и моторизации РККА имени И. В. Сталина. С 20 мая 1942 года — заместитель командира по строевой части 182-й танковой бригады на Юго-Западном и Сталинградском фронтах, участник Харьковского сражения в мае 1942 года, оборонительных сражений на Дону и Сталинградской битвы. Участник Курской битвы и Белгородско-Харьковской наступательной операции на Степном и Воронежском фронтах. 30 июля 1942 года, после гибели командира бригады подполковника Маркова, по 16 августа временно командовал бригадой. В боях, 8 и 16 августа 1942 года вновь был ранен, но оба раза после оказания первой медицинской помощи возвращался в бой. 19 октября 1942 года назначен командиром 182-го танкового полка в составе 1-го гвардейского механизированного корпуса.

С 9 ноября 1942 года командир 17-го отдельного гвардейского танкового полка (1-й гвардейский механизированный корпус, 3-я гвардейская армия, Юго-Западный фронт) гвардии подполковник Тимофей Позолотин в декабре 1942 года умело организовал манёвр. Его танковый полк вышел в тыл противника, действовавшего на Среднем Дону в районе Сталинграда, и нанёс ему сокрушительный удар:
Выполняя приказ армии и корпуса, с полком вышел незаметно наперерез отходящим частям 11‑й румынской пехотной дивизии и 62‑й немецкой пехотной дивизии. Стремительным ударом нанес поражение и уничтожил до 10 000 солдат и офицеров, забрал склады артиллерии и пленных, и дивизии — 11‑я румынская пехотная и 62‑я немецкая пехотная — не существуют.
Отдельным Указом Президиума Верховного Совета СССР «О присвоении звания Героя Советского Союза подполковнику Позолотину Т. С.» от 26 декабря 1942 года за «образцовое выполнение боевых заданий командования на фронте борьбы с немецкими захватчиками и проявленные при этом отвагу и геройство» удостоен звания Героя Советского Союза с вручением ордена Ленина и медали «Золотая Звезда».
С 13 мая 1943 года полковник Т. С. Позолотин — исполняющий должность командира, с 7 июня — командир 19-й гвардейской танковой бригады. В июне 1943 награждён медалью «За оборону Сталинграда». 9 сентября 1943 года гвардии полковник Т. С. Позолотин погиб близ города Ахтырка Сумской области Украинской ССР.
Урна с прахом Героя Советского Союза Т. С. Позолотина покоится в колумбарии Новодевичьего кладбища (секция 62, ниша 9) Москвы, рядом с урной супруги Галины Гавриловны Бойченко.

## Воинские звания
- младший лейтенант (1938);
- лейтенант (1939);
- старший лейтенант (1940);
- капитан;
- майор (10.12.1941);
- подполковник (14.09.1942);
- полковник (05.01.1943)[3].

## Награды
- Герой Советского Союза (26 декабря 1942, медаль «Золотая Звезда» № 819)[14];
- орден Ленина (26 декабря 1942)[14];
- орден Красного Знамени (23 ноября 1941[15];
- орден Отечественной войны I степени (31 октября 1943)[16];
- медаль «За оборону Сталинграда» (13 июня 1943)[17].

## Память
- В селе Явленка в честь Героя сооружён бюст-памятник, его именем названы улица и средняя школа № 1[18][19].
- М. П. Ключарев, корреспондент районной газеты «Ишим», Заслуженный деятель культуры КазССР, создал музей Героя Советского Союза Тимофея Семеновича Позолотина в школе села Явленка. Он собрал воспоминания о Позолотине и написал книгу о его жизни, а письма включил в свой сборник «Фронтовые письма»[4].

| Внешние изображения                                                   | Внешние изображения                 |
| --------------------------------------------------------------------- | ----------------------------------- |
| Музей Героя Советского Союза Тимофея Семеновича в школе села Явленка: |                                     |
|                                                                       | Личные вещи Позолотина              |
|                                                                       | Бюст Позолотина перед зданием школы |

- В степи, под г. Ахтырка, 1966 году, на месте наиболее ожесточенных боев был сооружен Курган Боевой славы, в 1967 году — установлен Монумент бессмертия[20]. В списках захороненных, под № 187 числится подполковник Позолотин Тимофей Семёнович[21].

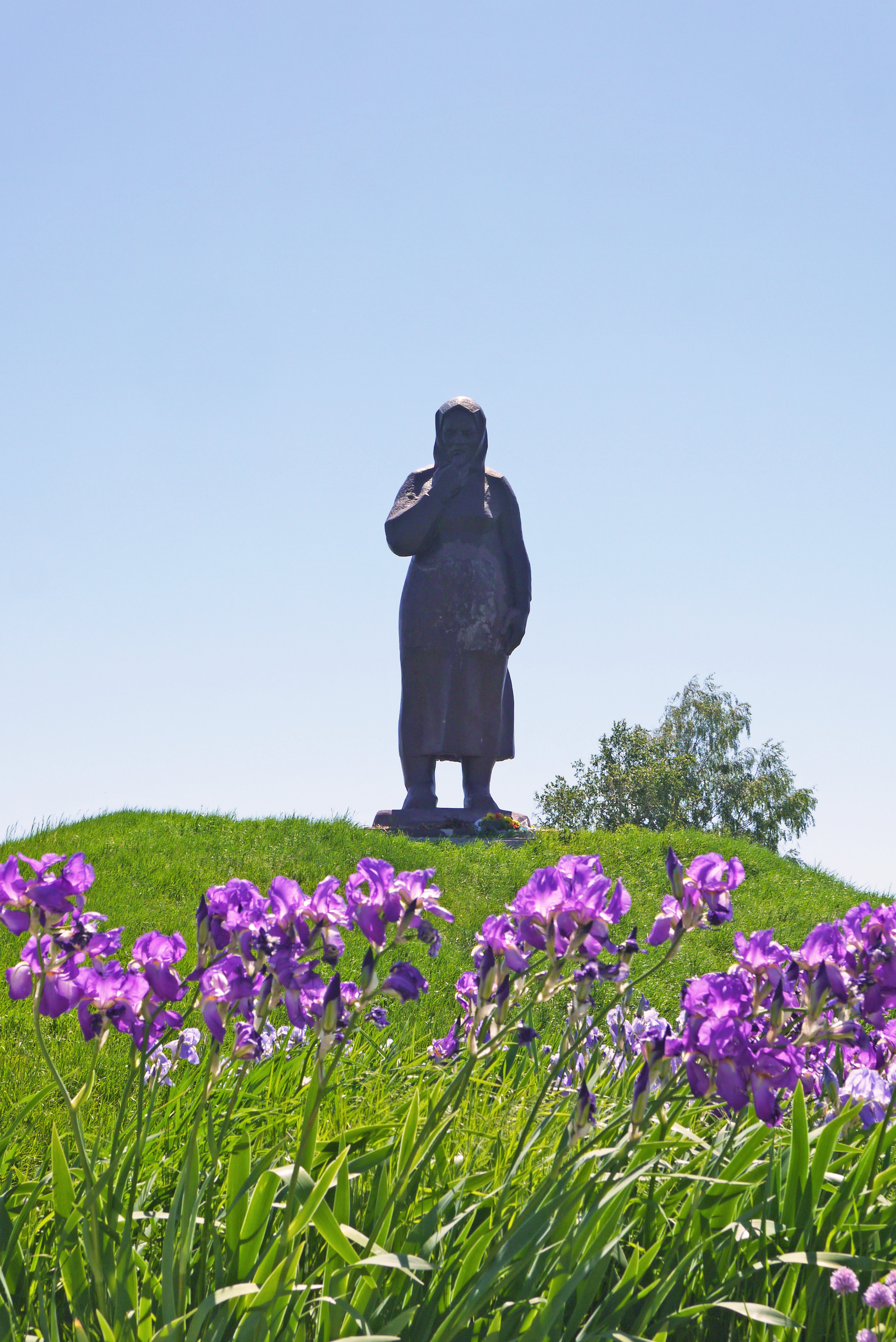
Памятник на Кургане Боевой славы. В степи под Ахтыркой.
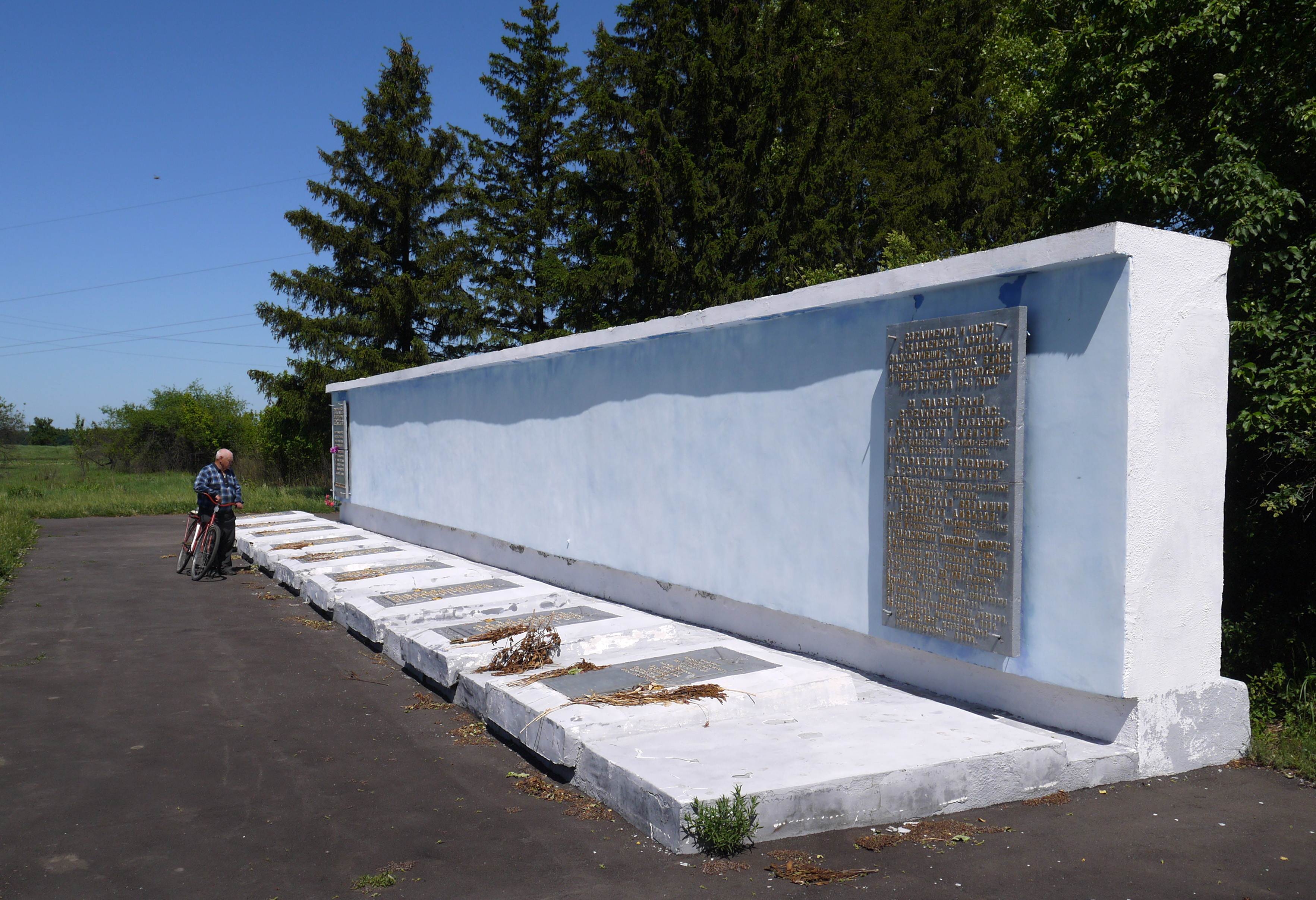
Курган Боевой славы. Братская могила. В степи под Ахтыркой.
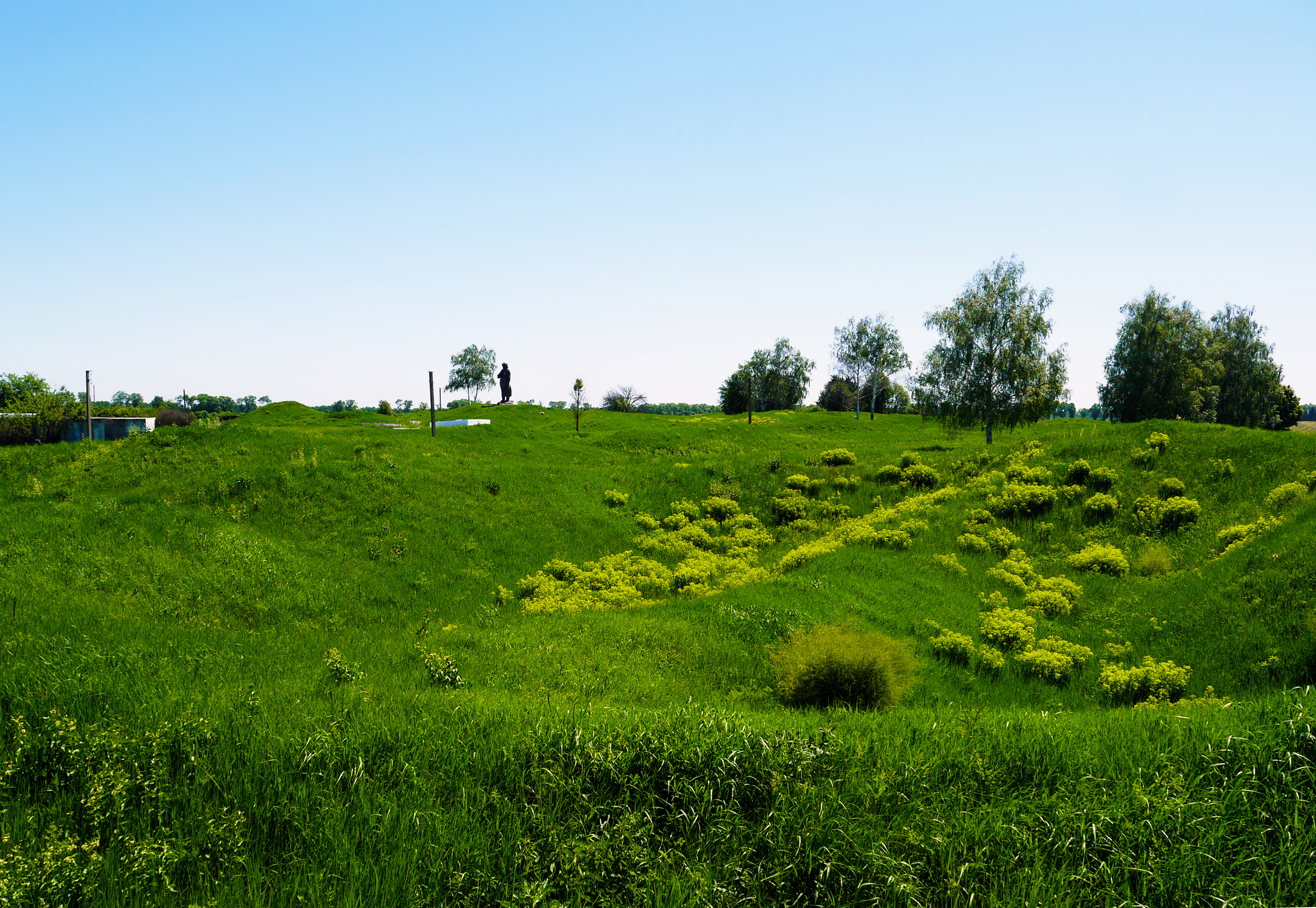
Остатки танковых капониров у мемориала. В степи под Ахтыркой.